# 으흘라라

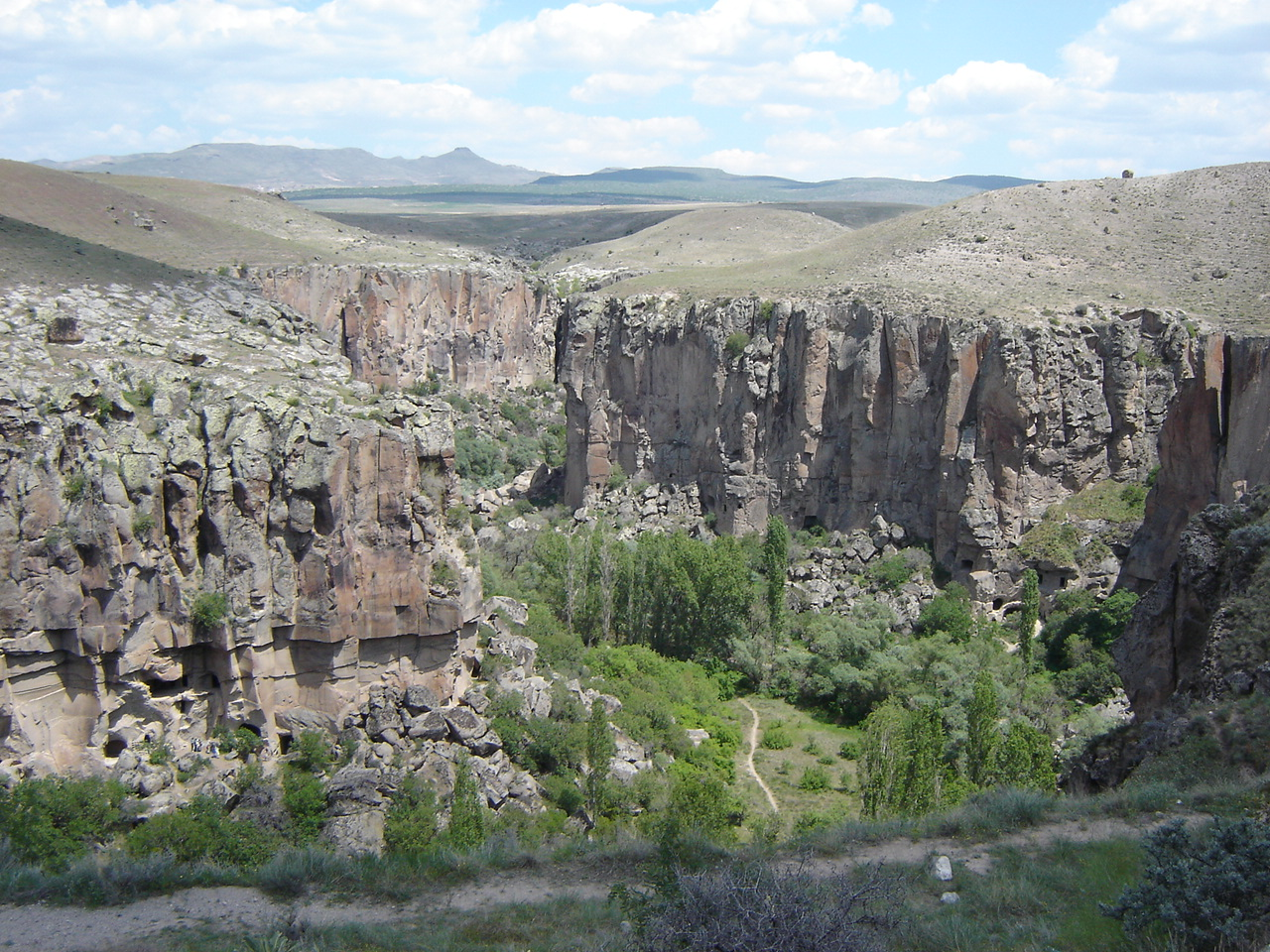
으흘라라 계곡 (2008)

으흘라라(Ihlara)는 튀르키예 중앙아나톨리아 지역 악사라이 주 귀젤유르트(Güzelyurt)에 있는 자치지구이다. 악사라이 주청에서 40km정도 떨어져 있으며, 근처에 위치한 동명의 으흘라라 협곡으로 유명하다. 으흘라라 협곡은 카파도키아 남쪽의 엘지에스 산(Erciyes)의 수차례 분화에 의한 화성암이 침식된 16km 길이의 골짜기이다. 협곡을 따라 멜렌디즈(Melendiz) 천이 흐르고 있다. 이 곳은 고대 비잔티움 시대에 벌집 모양으로 뚫린 동굴들이 지하 거주지와 교회로 활용된 점으로 알려져 있으며 이 때문에 현재 중부 튀르키예의 유명한 관광지 중 하나로 많은 사람들이 방문하고 있다.
쉽게 물을 구할 수 있고, 협곡 안에 동굴을 만들면 겉에서 잘 눈에 띄지 않아 초기 그리스도교인들은 로마 군인들의 탄압을 피해 이곳에 주거지를 형성하였다. 현재에도 이곳에는 수백 개의 색다른 교회들이 화성암을 뚫고 존재한다. 
으흘라라 계곡의 예실쾨이(Yeșilköy)에는 성 미카엘 성당(쿠제이 암바르 킬리세시), 파나기아 테오토코스 성당(에에리 타슈 킬리세시), 코카르 킬리세, 퓌렌리 세키 킬리세시, 쉼뷜뤼 킬리세, 이을란르 킬리세, 그리고 에스키 바자 킬리세시가 있다. 이 성당들은 모두 비잔티움 시대에 만들어진 것이다.  